# Bon Air (Alabama)
Bon Air ist eine Stadt im Talladega County im US-amerikanischen Bundesstaat Alabama. Nach der Volkszählung aus dem Jahr 2020 hatte Bon Air 172 Einwohner. Der Ort hat eine Gesamtfläche von 3,4 km².

## Geographie
Bon Air liegt im Zentrum Alabamas im Süden der Vereinigten Staaten. Es befindet sich etwa 10 Kilometer westlich des 1388 Quadratkilometer großen Talladega National Forest.
Nahegelegene Orte sind unter anderem Childersburg (unmittelbar westlich angrenzend), Harpersville (6 km nordwestlich), Sylacauga (8 km südöstlich), Sycamore (10 km östlich) und Wilsonville (10 km westlich). Die nächste größere Stadt ist mit 212.000 Einwohnern das etwa 34 Kilometer nordwestlich entfernt gelegene Birmingham.

## Geschichte
Bon Air wurde von der Danville Spinning Mill gegründet, die ihren Betrieb 1914 begann. Damals wurden etwa 70 Wohnhäuser errichtet. Bis in die 1960er Jahre wurde die Spinnerei erfolgreich betrieben, bevor sich modernere Methoden und Techniken durchsetzten. In den späten 1970er Jahren wurde die Fabrik übernommen und bis Ende der 1990er Jahre geschlossen.
1901 wurde der Ort an das Eisenbahnnetz angeschlossen, 1908 wurde ein Postamt eröffnet.

## Verkehr
Im Südwesten wird die Stadt von einer Trasse tangiert, auf der hier streckenweise gemeinsam der U.S. Highway 231, die Alabama State Route 38 und die Alabama State Route 53 verlaufen.
Etwa 10 Kilometer südlich befindet sich der Sylacauga Municipal Airport.

## Demographie
Nach der Volkszählung 2000 hatte Bon Air 96 Einwohner, die sich auf 41 Haushalte und 25 Familien verteilten. Die Bevölkerungsdichte betrug 28,1 Einwohner/km². 93,75 % der Bevölkerung waren weiß und 6,25 % afroamerikanisch. In 19,5 % der Haushalte lebten Kinder unter 18 Jahren. Das Durchschnittseinkommen betrug 33.175 Dollar pro Haushalt, wobei 29 % der Bevölkerung unterhalb der Armutsgrenze lebten.
Bis zur Volkszählung 2010 stieg die Einwohnerzahl auf 116.